# Mariam Baouardy
Mariam Baouardy, in religione Maria di Gesù Crocifisso (in arabo مريم بواردي‎?; I'billin, 5 gennaio 1846 – Betlemme, 26 agosto 1878) è stata una religiosa palestinese dell'Ordine dei carmelitani scalzi, conosciuta per diverse manifestazioni mistiche. Beatificata nel 1983 da papa Giovanni Paolo II, è stata proclamata santa da papa Francesco il 17 maggio 2015.

## Biografia

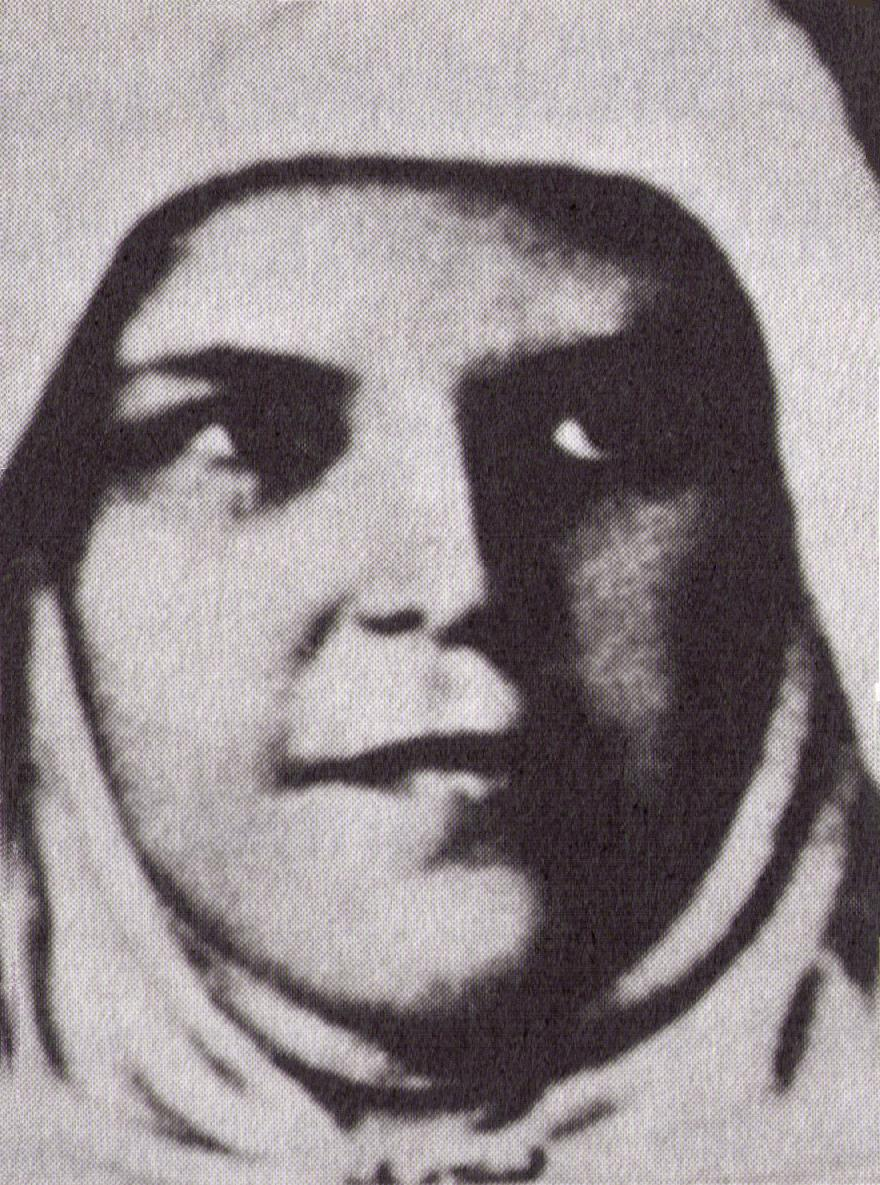
Mariam da novizia.

Mariam Baouardy nasce nel villaggio palestinese di I'billin in Galilea, nei pressi di Nazaret, da famiglia originaria di Damasco, appartenente alla Chiesa cattolica greco-melchita. I genitori vedono morire, uno dopo l'altro, ancora nella culla, dodici figli maschi, e allora la madre chiede alla Vergine la grazia di una bimba, promettendo di chiamarla Maria. Ma Giriès (Giorgio) Baouardy e Mariam Chahyn, dopo essere stati esauditi e aver avuto due anni dopo un altro figlio, cui danno il nome di Boulos (Paolo), muoiono a pochi giorni di distanza l'uno dall'altro, lasciando orfani i due figli ancora piccoli che vengono adottati, Paolo da una zia materna e Mariam da uno zio paterno.
Poco dopo aver compiuto otto anni, la bambina parte con lo zio per Alessandria d'Egitto. Più tardi racconterà che a tredici anni, fuggendo da casa perché lo zio voleva costringerla a sposarsi, si imbatté in un musulmano che volle obbligarla a rinnegare la sua fede cristiana; al suo rifiuto, il giovane le tagliò la gola e la lasciò mezza morta in una strada di Alessandria; si risvegliò in una grotta, accudita e curata da una donna misteriosa, nella quale Mariam pensò di riconoscere la Vergine Maria.
Da questo momento, senza più alcun legame con la famiglia adottiva, Mariam iniziò a lavorare come governante e domestica, prima ad Alessandria, poi a Gerusalemme e a Beirut e infine a Marsiglia. Qui, a 19 anni, entrò come novizia nella residenza marsigliese delle Suore di San Giuseppe dell'Apparizione, sotto la guida di Madre Veronica della Passione, la quale la indirizzerà verso il Carmelo di Pau, nei Pirenei Atlantici, dove prenderà il nome religioso di Suor Maria di Gesù Crocifisso. A Pau avrà come direttore spirituale il religioso Pierre Estrate della congregazione dei Preti del Sacro Cuore di Gesù di Bétharram, il quale sarà il suo primo biografo.
Nel 1870 parte con un gruppo di consorelle per fondare il Carmelo indiano di Mangalore; qui pronuncerà i suoi voti perpetui il 21 novembre 1871 nelle mani di Maria Efrem Garrelon, vicario apostolico di Mangalore. L'anno successivo farà ritorno nel Carmelo di Pau.

Nel 1875 partì con un altro gruppo di carmelitane per fondare il Carmelo di Betlemme, dove avrà il compito di sovraintendere alla costruzione della residenza, essendo la sola a parlare arabo. Morì a Betlemme il 26 agosto 1878 all'età di 32 anni, a causa di una gangrena provocata da una caduta.

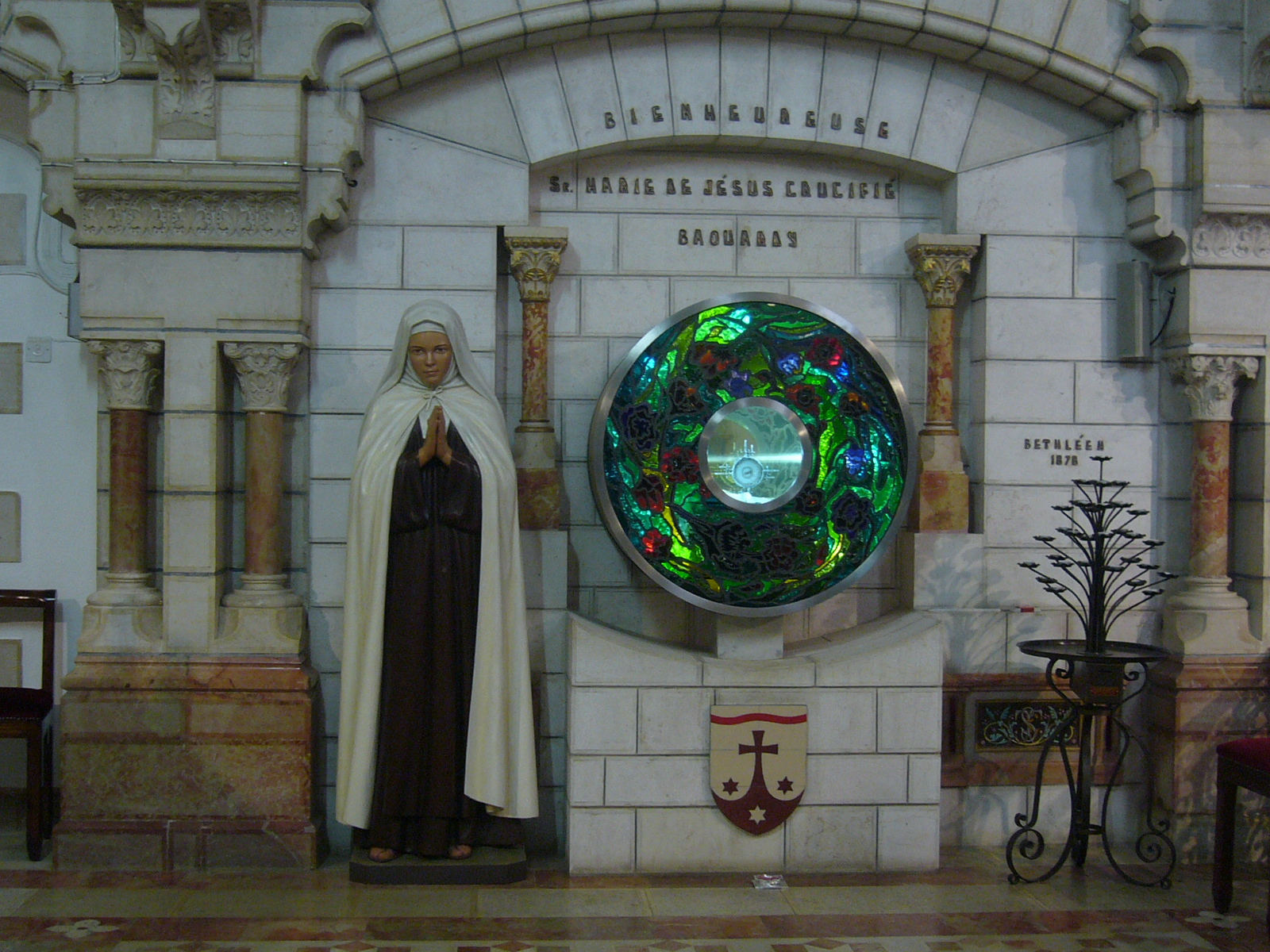
La tomba di santa Maria di Gesù Crocifisso nella chiesa del Carmelo di Betlemme.

I testimoni dell'epoca, e in particolare le sue consorelle, attestarono una serie di doni mistici che avrebbero caratterizzato la sua vita: estasi, levitazioni, stigmate, transverberazione del cuore, apparizioni, profezie, conoscenza dei cuori, bilocazione, "possessioni" angeliche, doni di poesia.  Predisse la morte di papa Pio IX e il nome del suo successore, papa Leone XIII. A una delle sue visioni sarebbe da attribuire l'identificazione del sito evangelico di Emmaus con quello di Emmaus Nicopolis.

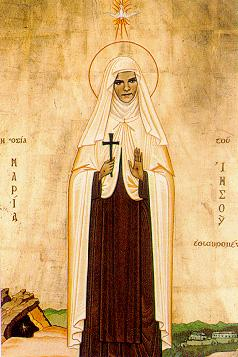
Icona della santa.

## Culto
Papa Giovanni Paolo II la beatificò il 13 novembre 1983.
Il 7 dicembre 2014 papa Francesco promulgò il decreto del miracolo attribuito all'intercessione della Beata Maria di Gesù Crocifisso, ultimo passo prima della sua canonizzazione, avvenuta il 17 maggio 2015 in Piazza San Pietro.
La sua memoria liturgica si celebra il 26 agosto per la Chiesa Universale, il 25 per i carmelitani scalzi
Va distinta dall'omonima Maria di Gesù Crocifisso (1892-1966), al secolo Marija Petković, beatificata da Giovanni Paolo II nel 2003.

## Il miracolo per la beatificazione
Il miracolo che ha consentito la beatificazione di Maria di Gesù Crocifisso riguarda la guarigione di una bambina di tre anni e otto mesi, Khazneh Jubran Abboud, nata nel 1926 a Schefamar, presso Nazareth. La piccola era affetta dalla nascita da ipotonia muscolare generalizzata con grave sindrome di rachitismo e le condizioni economiche della famiglia non avevano reso possibile alcuna terapia. Ma il 20 dicembre del 1929, dopo che era stata iniziata una novena all'allora Venerabile Maria di Gesù Crocifisso, la piccola Khazneh, che giaceva a letto immobile, improvvisamente si alzò e, davanti agli occhi stupiti dei presenti, cominciò a camminare, tornata in perfetta salute.

## Il miracolo per la canonizzazione
Il miracolo che ha consentito la canonizzazione della beata Maria di Gesù Crocifisso riguarda la guarigione del piccolo Emanuele Lo Zito, nato il 17 aprile 2009 ad Augusta, in provincia di Siracusa, da Biagia e Luigi Lo Zito. All'ottavo mese di gravidanza si rese necessario un urgente parto cesareo, perché il bambino aveva il cordone ombelicale attorno al collo. 
Il giorno dopo il piccolo fu ricoverato in ospedale a Catania a causa di ipertensione polmonare. Il 20 aprile venne riscontrata una grave cardiopatia congenita (ritorno venoso polmonare anomalo totale sottodiaframmatico ostruito), che ridusse Emanuele in fin di vita. La madre pose a contatto con il piccolo una reliquia della beata Mariam Baouardy, mentre iniziò una catena di preghiere. Contrariamente alle aspettative dei medici il bambino guarì in modo immediato, completo e definitivo e la sua guarigione fu attribuita all'intercessione della beata Mariam.